# Nora Awolowo
Awolowo Oreoluwa Racheal, conocida popularmente como Nora Awolowo, es una directora de cine, directora de fotografía, fotógrafa documental, productora y directora creativa nigeriana. Fue nominada en los The Future Awards Africa en la categoría de Premio de Cine.

## Biografía
Nora nació el 2 de marzo de 1999 en Lagos. Estudió Contabilidad en la Universidad Estatal de Ekiti.

## Carrera profesional
De forma autodidacta, aprendió sobre dirección a través de tutorías en línea. En 2019, su cortometraje documental "Life at the Bay" fue seleccionado en el Festival Internacional de Cine de África. Ha producido y dirigido películas y documentales como Symphonies, Life At The Bay, David, Baby Blues y All Lives Matter.

## Premios y nominaciones
| Año  | Ceremonia de premiación                  | Premio                                   | Resultado | Ref.   |
| ---- | ---------------------------------------- | ---------------------------------------- | --------- | ------ |
| 2020 | The Future Awards África                 | Premio de Cine                           | Nominada  | [ 14 ] |
| 2019 | 25 premios para pymes menores de 25 años | Mejor Persona de Medios y Comunicaciones | Ganadora  | [ 15 ] |